# Yvonne Anderson
Pour les articles homonymes, voir Anderson.

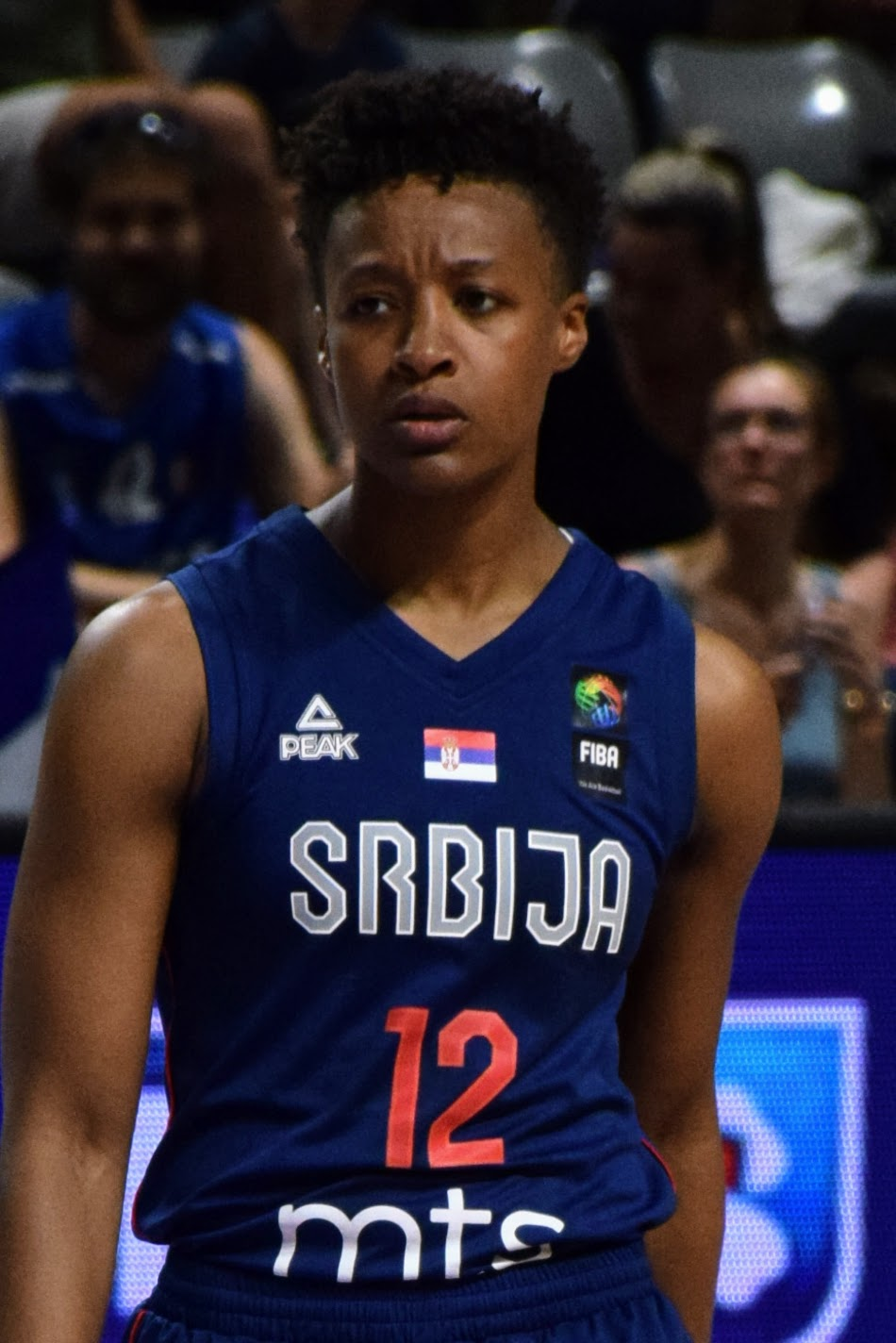
Yvonne Anderson sous le maillot de la Serbie, en mai 2023.

Yvonne Anderson (en alphabet cyrillique serbe : Ивон Андерсон; en alphabet latin serbe : Ivon Anderson), née le 8 mars 1990 à Springdale (États-Unis), est une joueuse de basket-ball serbe.

## Biographie
En juin 2022, elle est engagée par Bourges.

## Palmarès

### Sélection nationale
- Médaille d'or au Championnat d'Europe 2021

## Distinction personnelle
- Cinq Majeur LFB : saison 2022-2023[2].